# Dahomey (película de 2024)
Dahomey es una película documental de 2024 dirigida por Mati Diop. La obra trata sobre la devolución de 26 de los tesoros reales del Reino de Dahomey a Benín.
La coproducción internacional entre Francia, Senegal y Benín, fue seleccionada para la Competencia Principal del 74.º Festival Internacional de Cine de Berlín, y también fue nominada al Premio de Cine Documental de la Berlinale. La película se convirtió en el segundo documental en ganar el máximo premio del festival, el Oso de oro, después del ganador de 2023, el documental francés Sur l'Adamant.

## Trama

El Reino de Dahomey hacia 1894, superpuesto en un mapa de la actual República de Benín, en la región de África Occidental.

El documental de Mati Diop mezcla realidad y ficción para narrar la historia de las obras de arte africanas saqueadas.

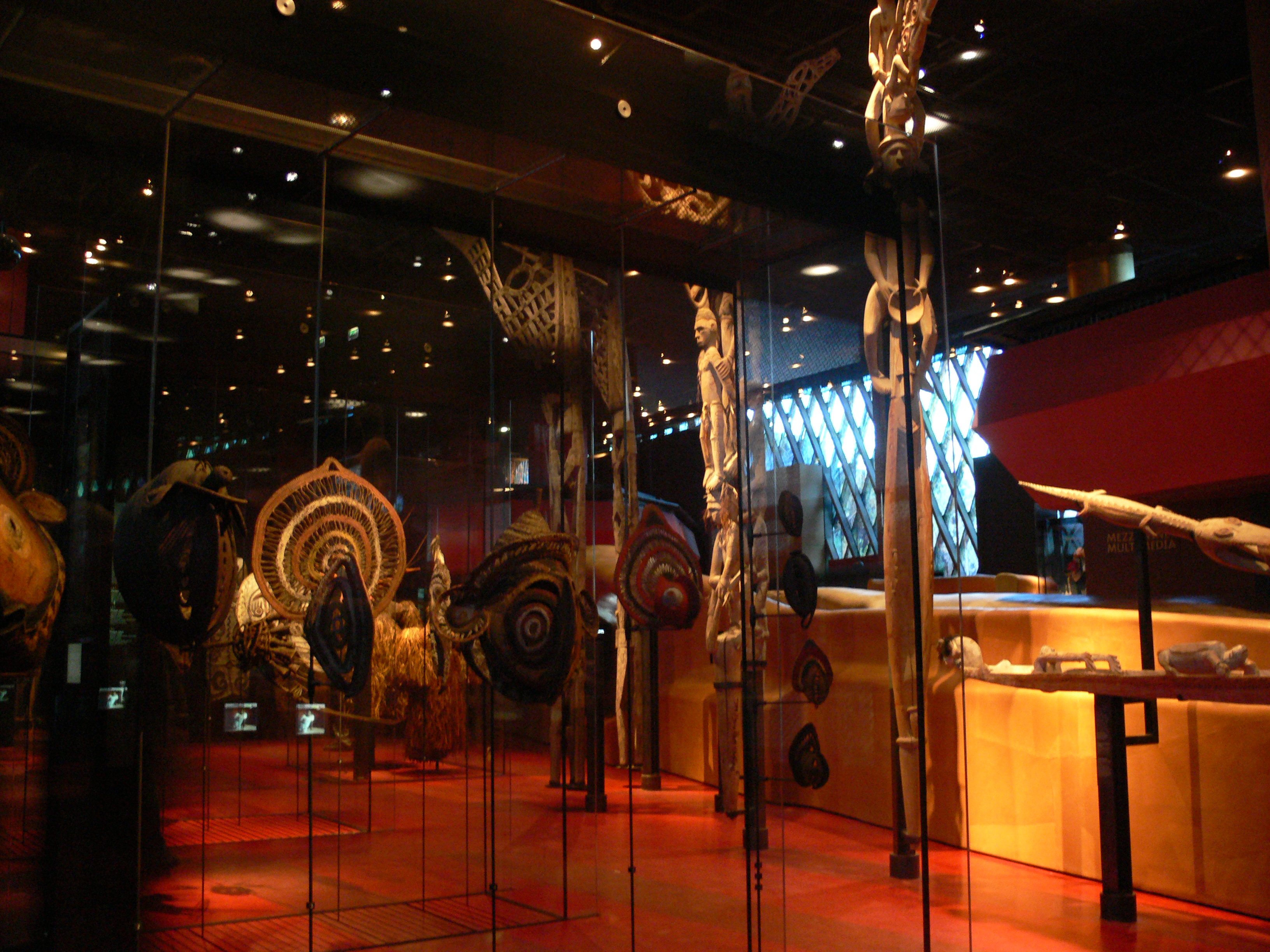
Vista de la sala de exposiciones africana del Museo del Quai Branly – Jacques Chirac

Cuenta la historia de 26 artefactos reales del Reino de Dahomey (1600-1904), que fueron llevados a Benín desde Francia. Habían sido saqueados durante la época colonial y exhibidos en el Musée du Quai Branly – Jacques Chirac, un museo parisino de arte no europeo. Entre las obras devueltas se encontraban estatuas de los antiguos reyes de Dahomey, el rey Glélé y el rey Behanzin, que tenían un gran valor simbólico. También se les devolvió el trono, que fue capturado por los soldados franceses en 1892.
Después de que el cargamento aterrizó en Benín, los bailarines de Cotonú recibieron ceremoniosamente los objetos de arte, que se exhibieron inicialmente en un museo del palacio presidencial de Cotonú. Diop muestra en su película a un grupo de dignatarios y, más tarde, también de ciudadanos que admiran las figuras devueltas. Más tarde fueron llevados a Abomey, la antigua ciudad real, a un museo construido especialmente para ellos, el Musee Historique d'Abomey. La alguna vez vibrante ciudad se encuentra a unas 65 millas de la costa del Golfo de Guinea. Allí también se encuentra la Universidad de Abomey-Calavi. Diop muestra una discusión entre estudiantes sobre lo que piensan sobre la repatriación de bienes culturales. Algunos critican el hecho de que sólo se hayan devuelto 26 de un total de alrededor de 7.000 objetos, recuerdan lo que se perdió durante la colonización, como lenguas, tradiciones y parte de su historia, o califican la devolución como una campaña de imagen de Emmanuel Macron; también debaten si la restitución debe atribuirse o no al presidente Patrice Talon.

## Producción
El documental dirigido por Mati Diop fue producido por Les Films du Bal en coproducción con Fanta Sy y distribuido por Les Films du losange. Diop es especialmente conocida por su película Atlantique, que ganó el Gran Premio del Jurado en el Festival de Cannes en 2019. Dahomey es el primer proyecto de «Fanta Sy», que Diop creó junto con el cineasta senegalés Fabacary Assymby Coly para promover los jóvenes talentos y las nuevas historias africanas.
Con guion de Mati Diop y fotografía de Joséphine Drouin-Viallard, está editado por Gabriel González, con textos en colaboración entre el director y Makenzy Orcel. La música está compuesta por Wally Badarou y Dean Blunt.
La devolución de los objetos de arte fue captada por la camarógrafa Josephine Drouin Viallard. La película también utiliza imágenes de las cámaras de vigilancia del museo del Quai Branly y de los locales de Cotonú.
Diop le concedió un estatus especial al objeto de arte que fue declarado número 26 cuando fue repatriado del Museo Quai Branly. Una y otra vez, a través de una voz en off con la voz alienada de Makenzy Orcel, cuenta el tiempo en los sótanos oscuros del museo de París, sus recuerdos de África y sus pensamientos al regresar a su tierra natal, principalmente desde la oscuridad de su caja de transporte. El escritor haitiano también escribió las palabras que empleó. El objeto número 26 es una estatua que simboliza al rey Ghézo. Corneille Houssou, Nicolas Becker y Cyril Holtz fueron los responsables del diseño de sonido, dando a la voz de Orcel un timbre resonante y sobrenatural. La música de la película fue compuesta por el especialista en sintetizadores Wally Badarou, conocido como músico desde hace mucho tiempo en la banda británica Level 42, y el músico y cantautor experimental Dean Blunt, con quien Diop colaboró anteriormente para su cortometraje de 2020 In My Room.

## Estreno
Dahomey tuvo su estreno mundial el 18 de febrero de 2024, en el marco del 74.º Festival Internacional de Cine de Berlín.
En enero de 2024, Les Films du losange, con sede en París, adquirió los derechos de venta de la película. En febrero de 2024, Mubi compró a Les Films du losange los derechos cinematográficos para Norteamérica, Latinoamérica, Reino Unido, Irlanda, Alemania, Austria, Suiza, Italia, Turquía e India. Mubi estrenará la película a finales de 2024.
Se estrenará en las salas francesas el 25 de septiembre de 2024 de la mano de Les Films du losange.

## Recepción
En el sitio web del agregador de reseñas Rotten Tomatoes, la película tiene un índice de aprobación del 100% basado en 9 reseñas, con una calificación promedio de 7,3/10. 
David Rooney, en su reseña de la película para The Hollywood Reporter, la denominó «Ricamente estratificada y resonante» y opinó: «Esta floritura de dirección libera los tesoros saqueados de ser meros objetos, con el uso inteligente de la cámara subjetiva por parte de la directora de fotografía Joséphine Drouin-Viallard ayudando a hacer ellos cobran vida como personajes».
Wendy Ide escribió en ScreenDaily mientras reseñaba la película en la Berlinale: «En esta película ágil y cerebral, que utiliza una combinación de hábiles imágenes de moscas en la pared, un debate central entre los estudiantes de la Universidad de Abomey-Calavi y un elemento inesperado «De fantasía, la película se siente como una contribución importante a una conversación en curso sobre el legado del colonialismo en África y al espinoso tema de la restitución y repatriación del patrimonio cultural al país de su origen».

Jessica Kiang, escribiendo en Variety en su reseña de la Berlinale, dijo: «La directora franco-senegalesa Mati Diop modela su magnífico, breve pero potente documental híbrido Dahomey como una delgada palanca que abre la caja sellada de la historia colonial, enviando cientos de sus borrados asociados y las injusticias cayendo a la luz». Para concluir, Kiang opinó: «Dahomey es un ejemplo sorprendente y conmovedor de la poesía que puede resultar cuando los muertos y los desposeídos hablan a los vivos y a través de ellos».

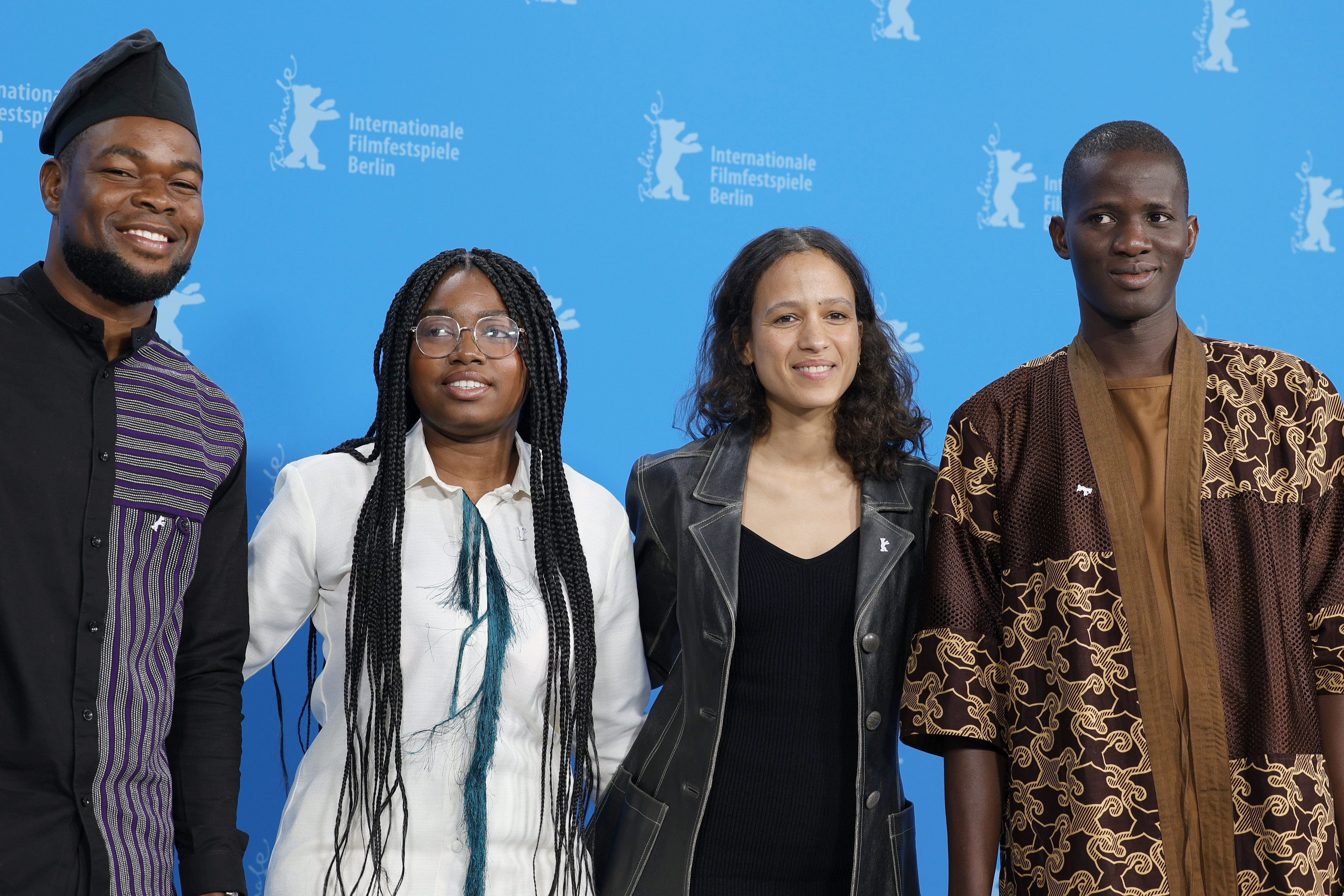
Equipo de filmación de Dahowey: Habib Ahandessi, Joséa Guedje, Mati Diop y Gildas Adannou en la Berlinale 2024

Stephanie Bunbury, en su reseña en la Berlinale para Deadline dijo: «Abierta, fecunda en imaginación e ideas, nunca intimidando ni sermoneando, no tanto planteando preguntas sino preguntando qué preguntas podrían plantearse: la película de Mati Diop es una provocación maravillosa».
Adam Solomons, de IndieWire, que revisó en la Berlinale calificó la película como B y criticó la duración de la película, opinó: «Dahomey podría haber trabajado mejor con una duración de [cerca de 30 minutos]: el debate estudiantil, aunque bien organizado, se vuelve un poco repetitivo, y algunas de las tomas de cajas siendo cargadas y descargadas van a paso de tortuga». Para concluir, Solomons elogió a la directora Mati Diop y escribió: «Dahomey es una lección de historia audaz y memorable. Pero con los talentos expresivos de Diop tal como son, es justo esperar que regrese al mundo de la ficción la próxima vez».
Escribiendo para RogerEbert.com, Robert Daniels elogió el enfoque distintivo de un tema aparentemente sencillo, el enfoque «inventivo» de Diop hacia el material sencillo, destacando su «partitura de ensueño», diciendo que la película «llena y nutre al espectador con deseos urgentes, brindando espacio para la luz que constituye las almas de los negros brille más a través de la reparación. Diop ha regresado y es tan ardiente e imperativa como siempre».También señala que el debate entre los estudiantes de la Universidad de Abomey-Calavi sobre las implicaciones políticas, culturales e históricas de la devolución de los artefactos recuerda al cortometraje de 1969 The Urban Crisis and the New Militants: Black Moderates and Black Militants, que trataba sobre la política negra radical en Chicago a finales de los años 1960.
Lida Bach escribe en su reseña en moviebreak.de que parece significativo que entre las películas en competición en a Berlinale sea la más corta y la que todavía tiene más que decir. En su matizada documentación sobre la devolución de bienes culturales robados, Mati Diop no pretende tener todas las respuestas. Más bien, su díptico documental subraya la importancia de cuestionar y cuestionar las facetas ambivalentes de la restitución cultural.

## Premios
La película fue seleccionada en competición en el 74.º Festival Internacional de Cine de Berlín, y ganó el Oso de oro.